# 颂差·拉迪瓦达那
颂差·拉迪瓦达那（1982年1月23日—），泰国男子网球运动员，2006年亚洲运动会男子双打银牌得主和男子团体铜牌得主、2014年亚洲运动会男子双打铜牌得主、2018年亚洲运动会混合双打银牌得主。